# Euphyia grandiosa
Euphyia grandiosa là một loài bướm đêm trong họ Geometridae.